# آسی لوی
آسی لوی (به عبری: אסי לוי؛ زاده ۲۸ سپتامبر ۱۹۶۹ در تل‌آویو) بازیگر برنده جایزه آکادمی فیلم اسرائیل است.

## زندگی شخصی
لوی صاحب دو دختر از یانیو کافمن همسر سابق خود است. وی در حال حاضر با تامار شلف رقصنده در رابطه است.